# La Mort du président
Ne doit pas être confondu avec Mort d'un président.
Pour plus de détails, voir Fiche technique et Distribution.
La Mort d'un président (Death of a President) est un faux documentaire britannique de Gabriel Range sorti en 2006. 

## Synopsis
Il met en scène l'assassinat imaginaire du président américain George W. Bush le 19 octobre 2007 à Chicago.

## Fiche technique
- Titre : La Mort du président
- Titre original : Death of a President
- Réalisation : Gabriel Range
- Scénario : Gabriel Range, Simon Finch et Angeli Macfarlane
- Musique : Richard Harvey
- Photographie : Graham Smith
- Montage : Brand Thumim
- Production : Simon Finch, Ed Guiney, Robin Gutch et Gabriel Range
- Société de production : Borough Picture Company, Channel 4 Television Corporation, Chicago Borough Films et Film4
- Société de distribution : Haut et Court (France)
- Pays :  Royaume-Uni
- Genre : Drame, faux documentaire
- Durée : 97 minutes
- Dates de sortie : 
  -  Royaume-Uni : 9 octobre 2006 (télévision)
  -  France : 23 janvier 2007 (télévision)

## Distribution
- George W. Bush (VQ : Luis de Cespedes) : Lui-même
- Robert Mangiardi (VQ : Marc Béland) : Greg Turner
- Hend Ayoub : Zahra Abi Zikri
- Betty Ann Baker : Eleanor Drake
- Brian Boland : Larry Stafford
- Michael Reilly Burke : Robert H. Maguire
- Seena Jon : Samir Masri
- James Urbaniak (VQ : Michel M. Lapointe) : Dr James Pearn
- Neko Parham : Casey Claybon
- Jay Patterson : Sam McCarthy
- Jay Whittaker : Frank Molini